# Gymnomitrion corallioides

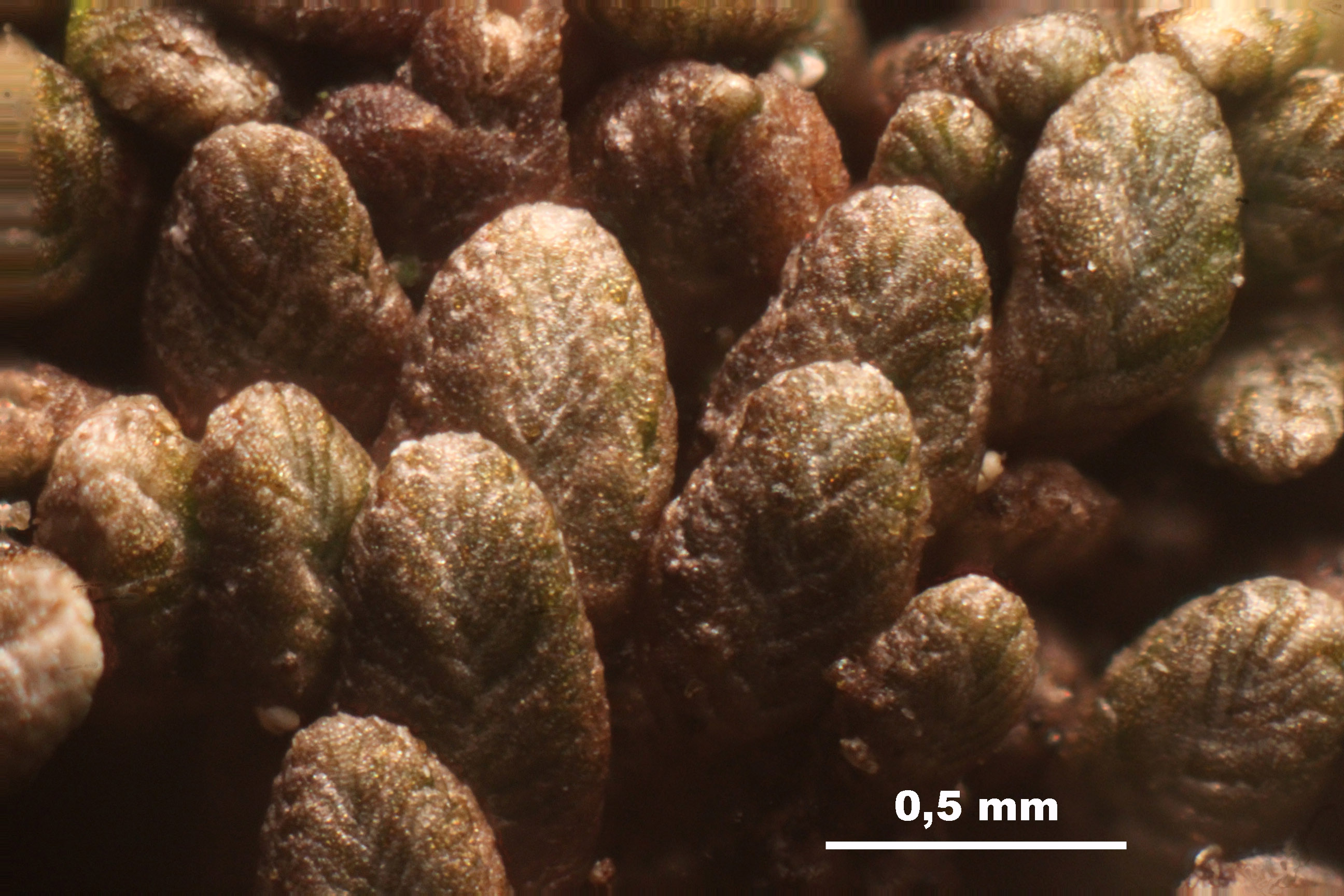
Nahansicht

Gymnomitrion corallioides ist eine Lebermoos-Art aus der Familie Gymnomitriaceae. Deutsche Namen sind Korallen-Nacktmützenmoos, Korallenähnliches Nacktmützenmoos und Korallen-Wurmlebermoos.

## Merkmale
Gymnomitrion corallioides ist im Aussehen ähnlich wie Gymnomitrion concinnatum, bildet ebenso dichte, weißgraue, feucht gelbgrüne Rasen oder Polster, die 1 bis 4 Zentimeter hoch werden. Die Sprosse sind sehr dicht schuppenförmig anliegend beblättert, aber nicht drehrund, sondern abgeflacht und dadurch breit bandförmig. Die quer angewachsenen Blätter sind löffelartig hohl, eiförmig, an der Spitze ausgerandet oder nur kurz eingeschnitten und so zwei kurze abgestumpfte Lappen bildend. Die Blattzellen sind rundlich mit mehr oder weniger stark verdickten Ecken. An den Blatträndern sind meist breitere Zonen aus abgestorbenen, wasserhellen Zellen vorhanden. Die Geschlechterverteilung ist diözisch. Brutkörper sind nicht bekannt.

## Standortansprüche
Die Art lebt in den Alpen von der subalpinen bis zur nivalen Höhenstufe, nur ausnahmsweise auch tiefer. Sie steigt von allen Lebermoosen Europas am höchsten, was ein Fund auf dem Gipfel der Weißkugel in den Ötztaler Alpen in 3739 m Höhe zeigt. Besiedelt werden kalkfreie alpine Silikatfelsfluren und Blockhalden, mitunter auch geschützte Nischen, weiters Lücken von Alpinrasen und Polsterpflanzenfluren oder windexponierte Steinpflasterböden. In subalpinen Höhen ist sie meist in nordseitigen Lagen, in höheren auch an trockenen und sonnigen Standorten zu finden.

## Verbreitung
Die Verbreitung ist arktisch-alpin. In Österreich und der Schweiz liegt die Hauptverbreitung im Zentralalpenhauptkamm, hier ist die Art verbreitet, dagegen selten bis zerstreut in den Randbereichen der Zentralalpen und in den Nord- und Südalpen. In Bayern ist sie extrem selten; es werden Funde aus dem Hochallgäu angegeben.
Weltweit gibt es Vorkommen in den Gebirgen von West- und Zentraleuropa, in Nordeuropa, im Kaukasus, in Sibirien, Japan, im subarktischen Nordamerika und in der Arktis.